# Колібрі-діамант рубіновогорлий
Колі́брі-діама́нт рубіновогорлий (Heliodoxa rubinoides) — вид серпокрильцеподібних птахів родини колібрієвих (Trochilidae). Мешкає в Андах.

## Опис

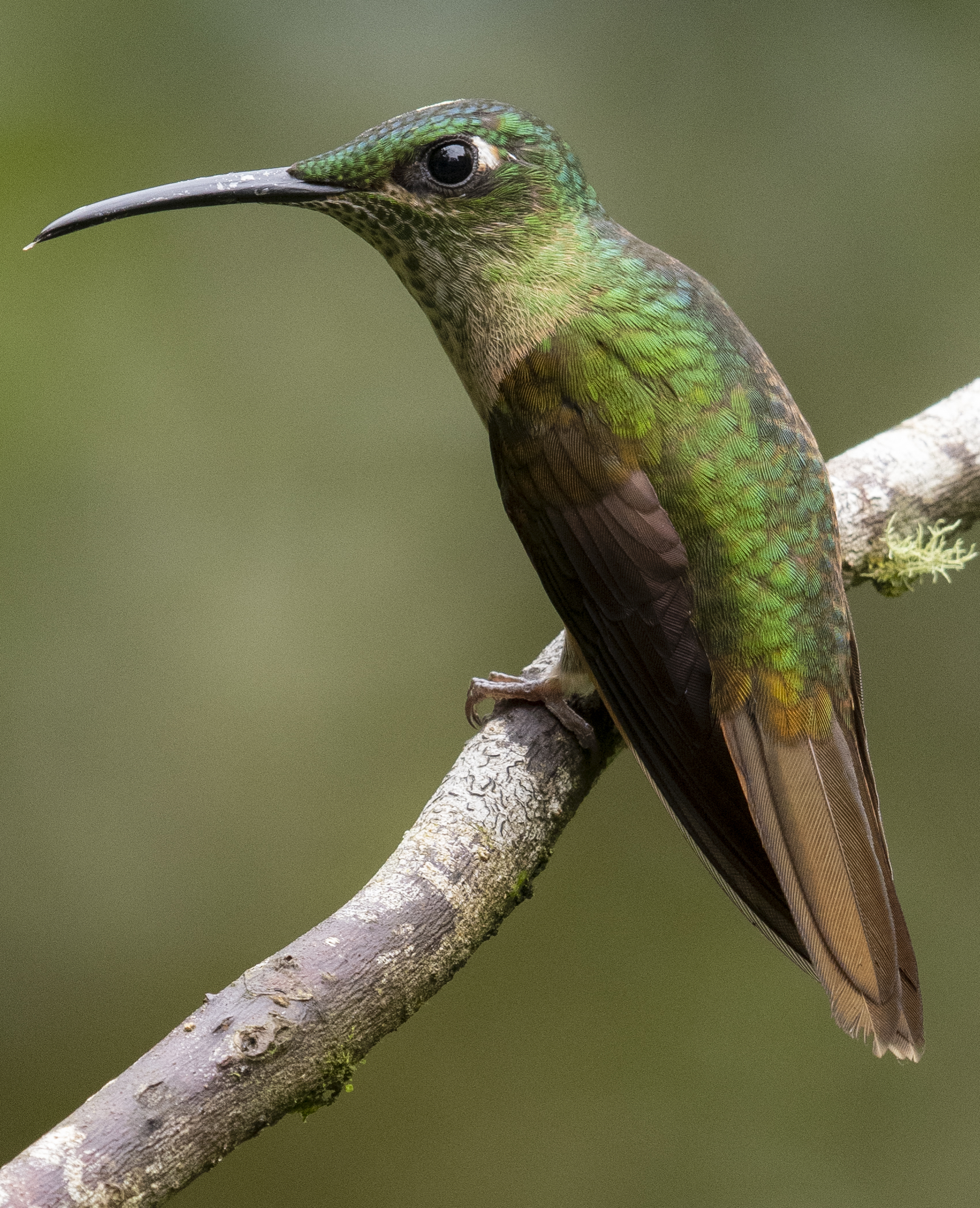
Рубіновогорлий колібрі-діамант

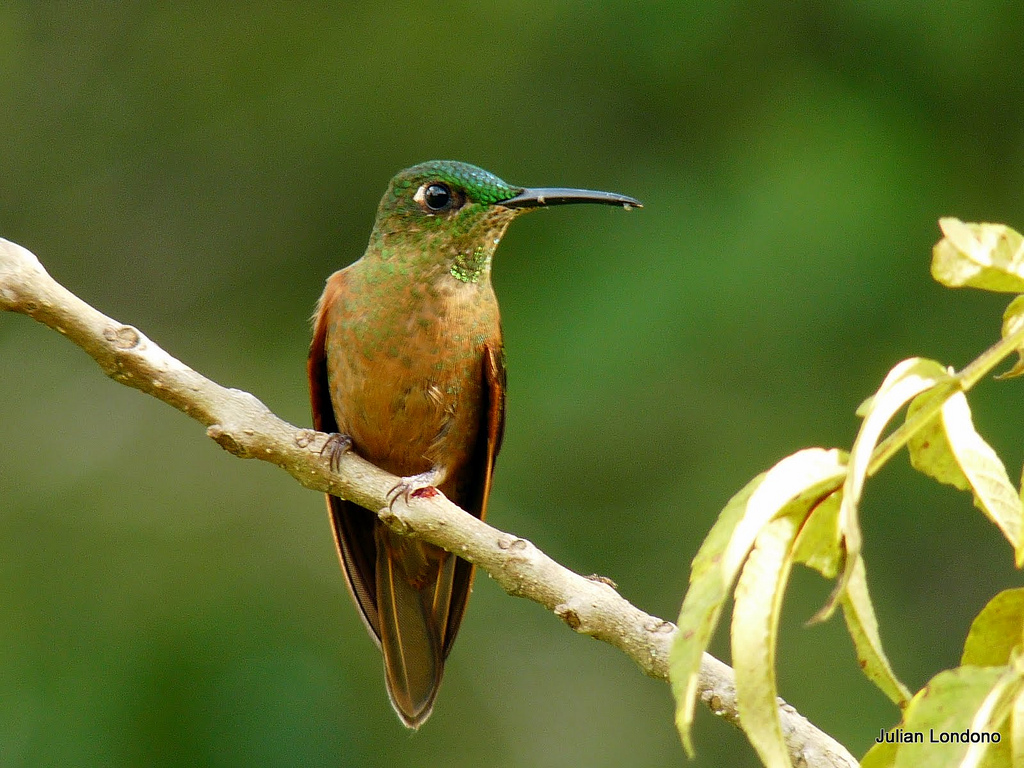
Рубіновогорлий колібрі-діамант

Довжина птаха становить 11,2 см. у самців верхня частина тіла зелена, блискуча. Нижня частина тіла коричнювата, горло і груди з боків поцятковані зеленими плямами. На нижній частині горла є топазово-фіолетова блискуча пляма. Хвіст мідно-зелений, дещо роздвоєний. Дзьоб дещо вигнутий, довжиною 23 мм. Самиці мають подібне забарвлення, однак блискуча пляма на горлі у них відсутня. У представників підвиду H. r. cervinigularis на верхній частині голови є помітна центральна блискуча зелена смуга. Представники підвиду H. r. aequatorialis є дещо більшими, ніж представники номінативного підвиду, пляма на горлі у них більша і більш червона. 

## Підвиди
Виділяють три підвиди:
- H. r. rubinoides (Bourcier & Mulsant, 1846) — Центральний і Східний хребти Колумбійських Анд;
- H. r. aequatorialis (Gould, 1860) — західні схили Анд в Колумбії і Еквадорі;
- H. r. cervinigularis (Salvin, 1892) — східні схили Анд в Еквадорі і Перу.

## Поширення і екологія
Рубіновогорлі колібрі-діаманти мешкають в Колумбії, Еквадорі і Перу, у 2001 році були знайдені в Болівії. Вони живуть в нижньому і середньому ярусах вологих гірських тропічних лісів, на висоті від 1700 до 2650 м над рівнем моря. Живляться нектаром квітів, а також комахами і павуками, яких збирають з рослинності і павутиння, особливо під час сезону розмноження. Гніздування триває з січня по травень. Гніздо чашоподібне, робиться з рослинних волокон, павутиння, шерсті і пуха, зовні покрите мохом, розміщується в чагарниках або на дереві. В кладці 2 білих яйця. Інкубаційний період триває 12 днів, пташенята покидають гніздо через 20 днів після вилуплення.